# Песня национального знамени

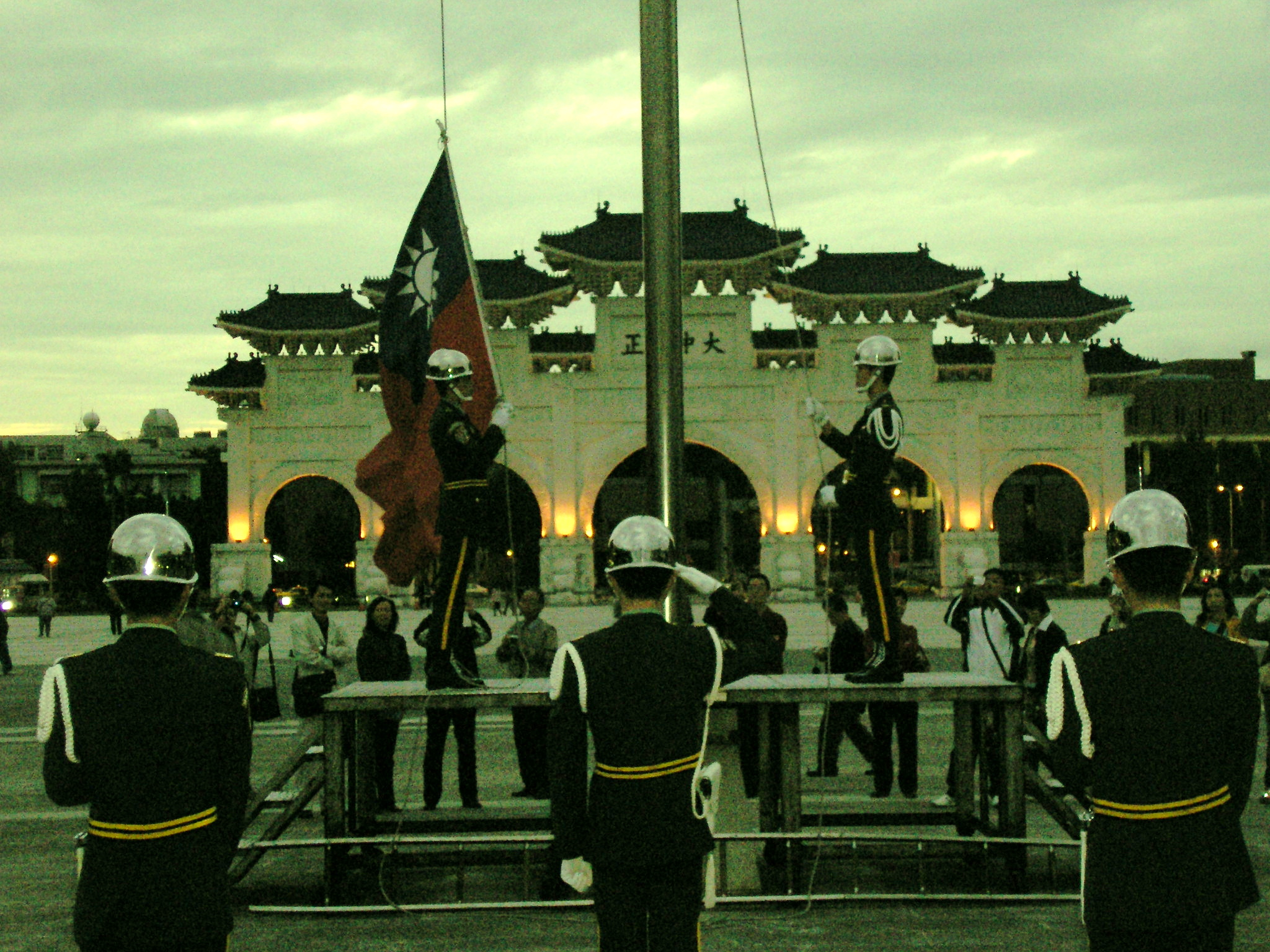
«Песнь Национального знамени» играется на официальных церемониях поднятия и спуска национального флага Китайской республики, таких, как официальная церемония перед Мавзолеем Чан Кайши

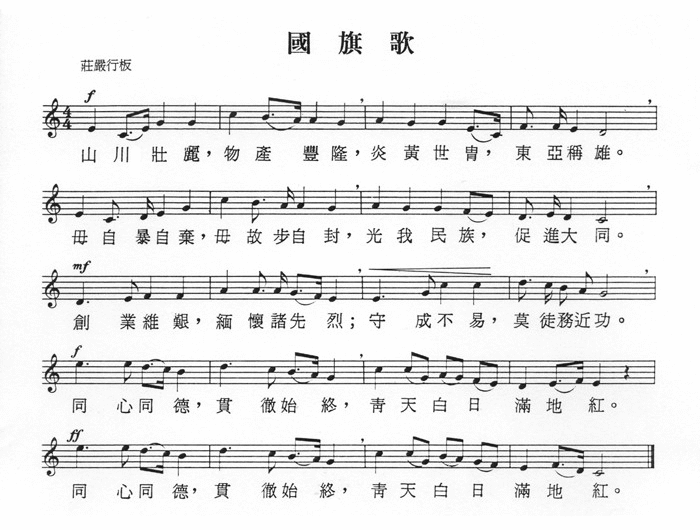
Музыка со словами

«Гимн Национальному флагу» (традиционный китайский: 國旗歌; пиньинь: gúoqí gē) Китайской Республики (Тайваня) играется на церемониях награждения и подъема и спуска национального флага　Китайской республики. Песня также исполняется на международных спортивных соревнования, таких, как Олимпийские игры, где команды РК выступают как команды «Китайского Тайбэя». Слова были написаны на классическом китайском языке Дай Чуаньсянем (Dài Chúanxían), который также внес свой вклад в создание слов национального гимна Китайской республики. Музыку написал композитор Хуан Цзы (Huáng Zì).

## Использование
С 1983 года песня использовалась при Олимпийских соревнованиях вместо Национального гимна Китайской республики (Тайвань) из-за давления Олимпийского комитета Китайской Народной республики и Международного олимпийского комитета. По этой же причине были изменены символы, используемые Тайванем на Олимпиаде, а официальное название было сменено на «Китайский Тайбэй». На Олимпиаде 2004 года Китайский Тайбэй завоевал первую золотую медаль, и песнь НАЦИОНАЛЬНОГО ЗНАМЕНИ исполнялась во время церемонии подъема флага при награждении команды медалью. Когда такая традиция закрепилась, песня официально была названа «Национальный гимн Китайского Тайбэя».
В школах Тайбэя каждое утро перед занятими во время церемонии во дворе поются Песнь Национального знамени и Национальный гимн. При этом поднимается флаг...

## Слова
| Chinese | Пиньинь |
| --- | --- |
| 山川壯麗，物產豐隆， 炎黃世冑，東亞稱雄； 毋自暴自棄，毋故步自封， 光我民族，促進大同。 創業維艱，緬懷諸先烈， 守成不易，莫徒務近功。 同心同德，貫徹始終，青天白日滿地紅； 同心同德，貫徹始終，青天白日滿地紅！ | shān chuān zhuàng lì, wù chǎn fēng lóng, yán huáng shì zhòu, dōng yà chēng xióng. wú zì bào zì qì, wú gù bù zì fēng, guāng wǒ mín zú, cù jìn dà tóng. chuàng yè wéi jiān, miǎn huái zhū xiān liè, shǒu chéng bù yì, mò tú wù jìn gōng. tóng xīn tóng dé, guàn chè shǐ zhōng, qīng tiān bái rì mǎn dì hóng; tóng xīn tóng dé, guàn chè shǐ zhōng, qīng tiān bái rì mǎn dì hóng! |